# 維拉聖皮埃爾

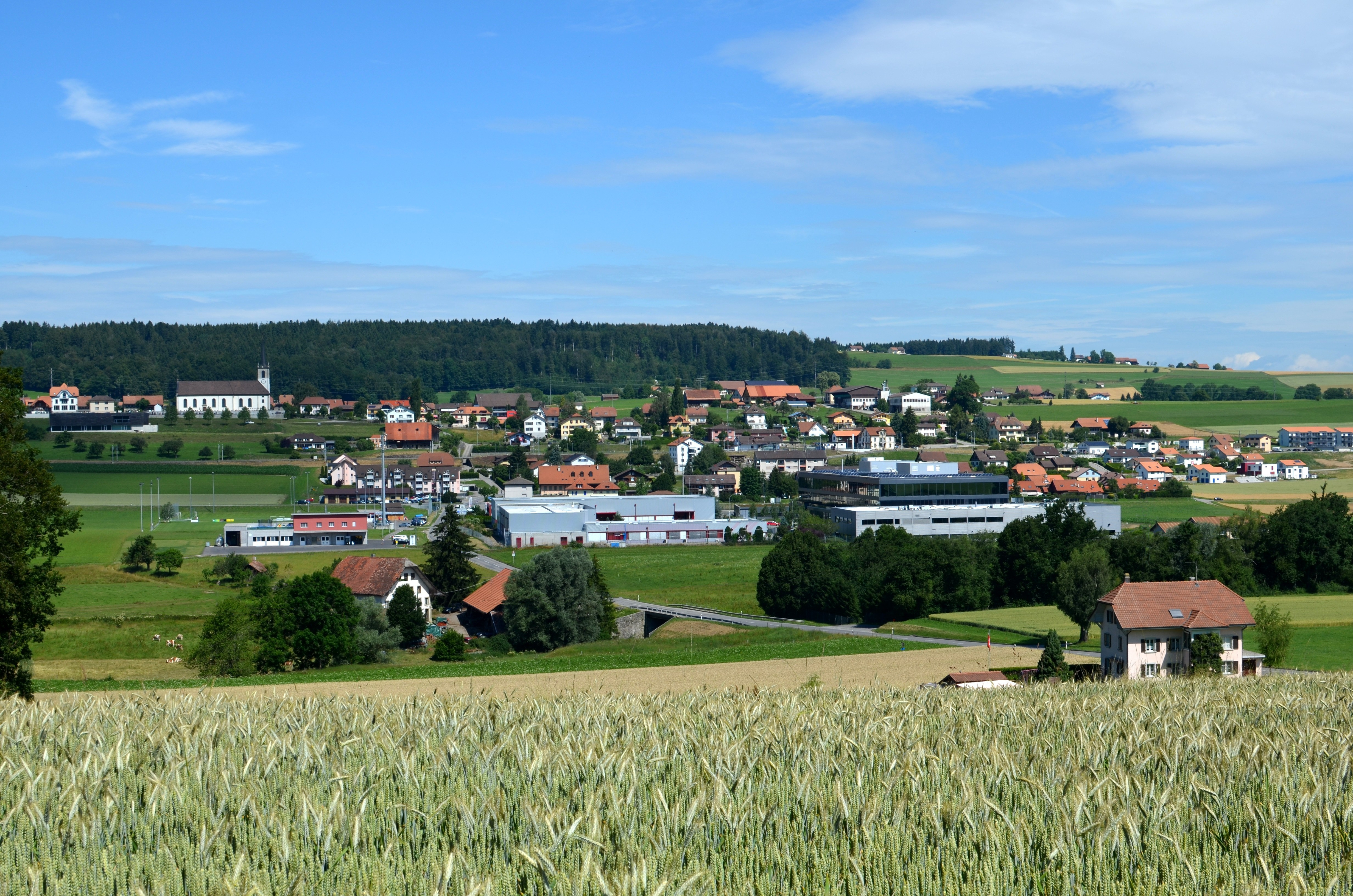
維拉聖皮埃爾城鎮樣貌

維拉聖皮埃爾是瑞士的城鎮，位於該國西部，由弗里堡州負責管轄，面積5.59平方公里，海拔高度729米，2011年人口1,029，八成人口信奉羅馬天主教，人口密度每平方公里184人。